# Txóriumtxe
Txóriumtxe (en rus: Чёрюмче) és un poble de la república de Sakhà, a Rússia, que en el cens del 2010 tenia 223 habitants, pertany al districte de Batagai.